# Viagem - O Saque que Mudou o Vôlei
Viagem - O Saque que Mudou o Vôlei é um documentário brasileiro dirigido por Giuliano Zanelato.
Foi lançado oficialmente no dia 13 de agosto de 2013, na Sala Cinemateca, em São Paulo.
No dia 18 de agosto, ele foi transmitido pela primeira vez na televisão, pelo canal ESPN Brasil

## O Documentário
No filme, os ex-jogadores Montanaro, William e Renan revivem a Olimpíada de 1984, quando conquistaram a medalha de prata, e ajudaram a popularizar o esporte no Brasil. O curta conta ainda com as participações especiais de Bernardinho e Zé Roberto, além do americano Karch Kiraly.

### Sinopse
| “ | "Participar das Olimpíadas e ganhar uma medalha inédita em sua modalidade é inesquecível. Fazer pequenos brasileiros praticarem vôlei, onde antes só havia traves de futebol, merece respeito. Agora, popularizar uma forma de sacar, a ponto de mudar um pouco o seu esporte, é histórico. Foi exatamente o que fizeram Montanaro, Willian e Renan com o "saque viagem" em 1984" | ” |